# 澳門公共圖書館
21°11′54.1″N 113°32′48.3″W / 21.198361°N 113.546750°W
澳門公共圖書館（葡萄牙語：Biblioteca Pública de Macau），舊稱澳門中央圖書館；成立於1895年，為澳門特別行政區政府文化局轄下的公共圖書館。
現時，澳門公共圖書館網絡共有15間中央圖書館及分館，另設有一個專門藏書樓，總藏書量逾100萬冊。2023年，該網絡的進館人數約254萬人次，外借圖書超過55萬冊次。

## 歷史發展

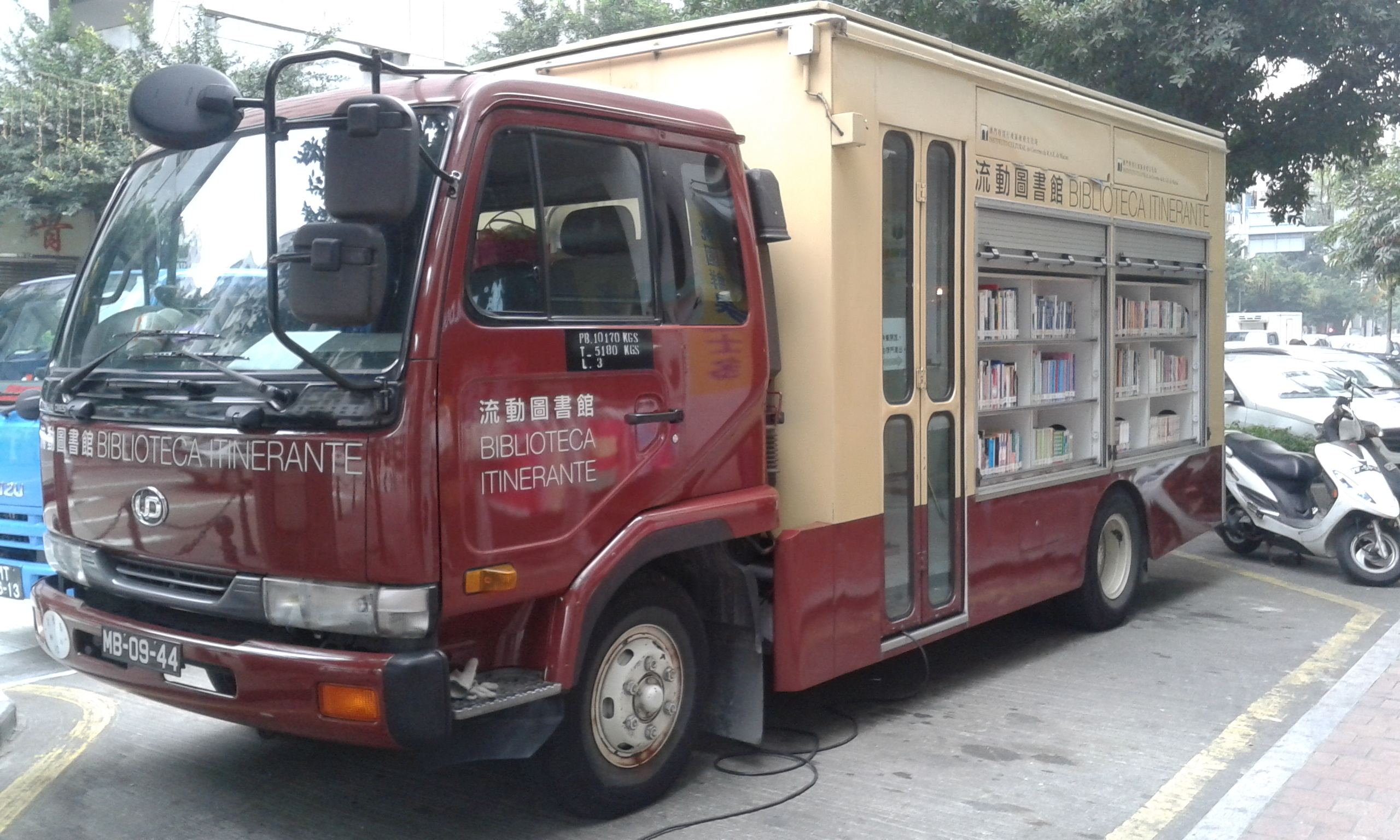
流動圖書館

澳門中央圖書館網絡創建於1895年，本名「公共圖書館」。初期附屬於利宵中學，館址設於聖奧古斯定修道院。1952年更名為「澳門國立圖書館」（葡萄牙語：Biblioteca Nacional de Macau），至1989年再更名為為「澳門中央圖書館」。現時，澳門公共圖書館的總館也稱為「中央圖書館」。其中位於岡頂前地的何東圖書館同時設有國際標準書號中心，接受在澳門出版的國際標準書號和國際標準錄音錄像資料代碼的申請。
2016年1月1日，與民政總署轄下的民政總署圖書館合併為澳門公共圖書館。
2017年6月6日，文化局宣佈因應為配合南灣雅文湖畔文創商舖整體佈局變動，心水書房於該年7月1日結束服務。
2021年12月10日，文化局宣佈為整合及善用公共資源，經綜合考慮場館條件及使用情況，文化局公共圖書館管理廳轄下位於氹仔地堡街喜來登廣場二樓的氹仔黃營均圖書館將於2022年1月1日起停止服務，有關場館將歸還予市政署。
2024年9月30日，文化局因應青洲區發展，啟用青洲坊圖書館以取代原有位於美居廣場的青洲圖書館，青洲圖書館同日停止運作。

### 前民政總署圖書館
前民政總署圖書館，成立於1993年，在2016年1月1日之前由民政總署管轄。
澳門民政總署圖書館網絡擁有7間圖書館（何賢公園圖書館、紀念孫中山公園黃營均圖書館、白鴿巢公園黃營均圖書館、黑沙環公園黃營均圖書館、氹仔黃營均圖書館、下環圖書館及黑沙環公園黃營均兒童圖書館），其中1間為兒童圖書館，5間為黃營均圖書館，其中兩間是由秘魯華僑黃營均先生捐資興建，而另外三間則由黃營均基金會贊助部份費用興建而成。

### 新中央圖書館
2020年8月，澳門特區政府宣布將位於塔石廣場旁的原愛都酒店地段改建為新中央圖書館，預計首期建築工程於2025年底竣工。

## 澳門公共圖書館分館
現時澳門公共圖書館網絡擁有15間中央圖書館及分館，及設有一個專門藏書樓。

### 中央圖書館
- 澳門中央圖書館

### 公共圖書館分館
中區：
- 何賢公園圖書館

南區：
- 何東圖書館
- 下環圖書館

西區：
- 沙梨頭圖書館
- 紅街市圖書館
- 白鴿巢公園黃營均圖書館

北區：
- 青洲坊圖書館
- 望廈圖書館
- 紀念孫中山公園黃營均圖書館
- 黑沙環公園黃營均圖書館
- 黑沙環公園黃營均兒童圖書館

離島區：
- 氹仔圖書館

- 路環圖書館
- 石排灣圖書館

### 專門圖書館
- 議事亭藏書樓

## 書庫
文化局於2020年6月8日宣佈，取消原位處澳門提督馬路通利工業大廈的中央書庫，並啟用位處氹仔北安O1地段的多功能政府大樓的新址作為中央書庫。該地點面積約為1,500平方米，預計最大藏書量可達45萬冊/件。

## 資料來源
1. ↑  . www.library.gov.mo.   [2024-12-16]. （原始内容存档于2025-06-12）.
2. ↑  . www.library.gov.mo.   [2024-08-16]. （原始内容存档于2024-04-24）.
3. ↑  .   [2020-11-28]. （原始内容存档于2020-11-25）.
4. ↑  . 澳門特別行政區政府入口網站. 2017-06-06  [2024-08-25] （中文（繁體））.
5. ↑  . 澳門特別行政區政府文化局. 澳門特別行政區新聞局. 2021-12-10  [2021-12-10].
6. ↑  Chan, Viviana. . Plataforma Media. 2024-10-01  [2024-10-02]. （原始内容存档于2025-01-24） （中文（繁體））.
7. ↑  . 澳門日報電子版. 2023-01-03  [2024-08-25]. （原始内容存档于2023-01-03）.
8. ↑  . www.tdm.com.mo. 2024-06-04  [2024-08-25]. （原始内容存档于2024-08-25）.
9. ↑  . www.library.gov.mo.   [2024-07-24]. （原始内容存档于2024-07-24）.
10. ↑  文化局. . 澳門特別行政區政府入口網站. 2020-06-08  [2020-06-08]. （原始内容存档于2020-06-08） （中文（繁體））.

## 外部連結
- 澳門公共圖書館 （页面存档备份，存于）